# Joe Courtney (basketspelare)
Joseph Pierre "Joe" Courtney, född 17 oktober 1969 i Jackson, Mississippi, är en amerikansk basketspelare. Han spelade som proffs i NBA 1992-1997. Han har också spelat som proffs i Slovenien.
Courtney studerade vid University of Southern Mississippi och Mississippi State University. Han spelade i NBA för Chicago Bulls, Golden State Warriors, Phoenix Suns, Milwaukee Bucks, Cleveland Cavaliers, Philadelphia 76ers och San Antonio Spurs.